# 聖セバスティアヌス (レーニ、ジェノヴァ)
『聖セバスティアヌス』（せいセバスティアヌス、伊: San Sebastiano、英: Saint Sebastian）は、イタリア・バロック期のボローニャ派の巨匠グイド・レーニがキャンバス上に油彩で制作した絵画である。レーニは何点もの殉教者聖セバスティアヌス像を描いたが、そのうち、ジェノヴァのパラッツォ・ロッソ、ローマのカピトリーノ美術館、プロビデンス (ロードアイランド州) のロード・アイランド・デザイン学校美術館にある3点のヴァージョンは類似した構図となっている。いずれの作品も1615-1615年ごろに描かれているが、パラッツォ・ロッソにある作品がオリジナルである。なお、レーニは、これらの作品とは異なる構図で別の『聖セバスティアヌス』 (プラド美術館、ルーヴル美術館など) も制作している。

## 作品
聖セバスティアヌスは3世紀末にナルボンヌに生まれ、その後ミラノで徴兵された。洗礼を受けた彼は、牢獄のキリスト教徒を兵士の権限でひそかに逃す。この件が知られるところとなり、ディオクレティアヌス帝は木に縛り付けた彼を弓矢で射させたが、ローマのイレーネという未亡人の介抱により回復した。ふたたび皇帝の前で道理を説いたセバスティアヌスは最終的に棍棒で撲殺され、殉教した。
レーニは25歳の時から長くローマに滞在し、ローマ教皇の家族や教皇庁の人物たちに高く評価された。ジェノヴァのパラッツォ・ロッソ蔵の『聖セバスティアヌス』もそうした人からの委嘱であったに違いない。作品の質が高いだけでなく、最近の分析調査によると、背景の青空にはラピスラズリが使用されており、この高価な顔料は通常、依頼主から供給されたか、別途に支払われたからである。
聖セバスティアヌス像は、レーニの古典的理想にしたがい、槍の傷跡や流れる血に刻印された殉教聖人の身体ではなく、明瞭な官能性を持つ美青年として表されている。この作品は非常な成功を収めたので、シピオーネ・ボルゲーゼ枢機卿は類似したヴァージョンを求めたが、現在カピトリーノ美術館蔵のこのヴァージョンはレーニの工房が大きく関与しているとみられる。

## レーニの『聖セバスティアヌス』

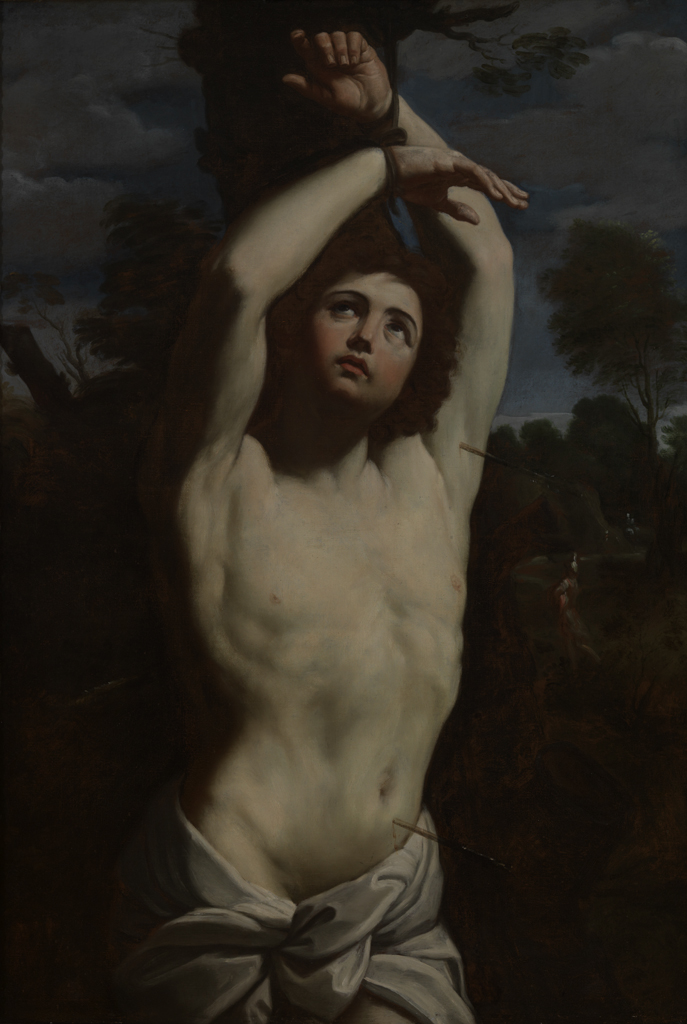
ロード・アイランド・デザイン学校美術館（英語版）、プロビデンス (ロードアイランド州)
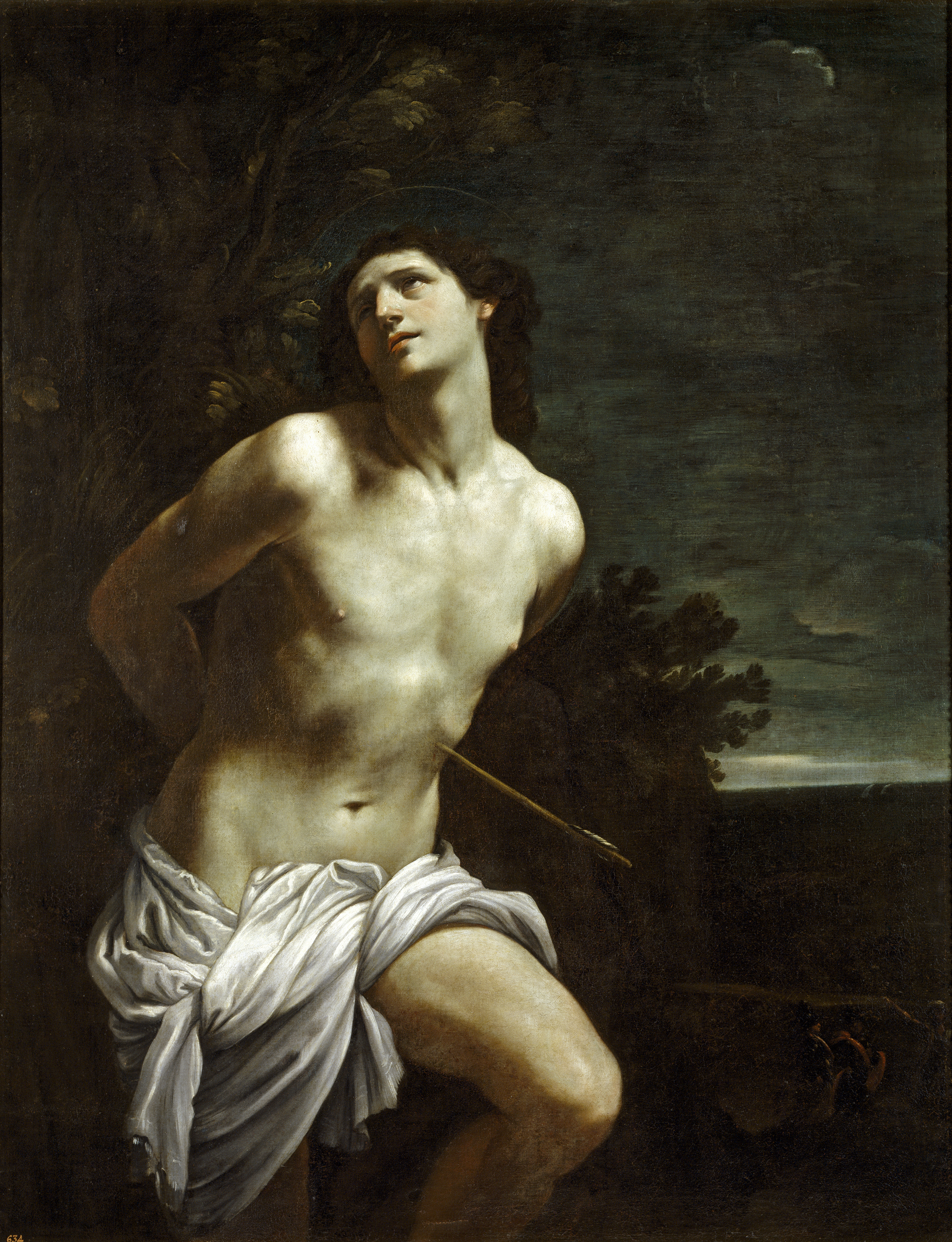
プラド美術館、マドリード